# Liudmila Yegórova
Liudmila Yegórova (Lomonosov, Rusia, 24 de febrero de 1931 - Kaliningrado, Rusia, 21 de mayo de 2009) fue una gimnasta artística soviética, campeona en varias ocasiones en el concurso por equipos.

## Carrera deportiva
En los JJ. OO. celebrados en Melbourne (Australia) en 1956 consiguió el oro en el concurso por equipos, quedando por delante de las húngaras y rumanas, y el bronce en el concurso por equipos con aparatos (una modalidad parecida a la actual gimnasia rítmica), tras las húngaras y las suecas (plata).